# Генеалошки Адам и Ева
Генеалошки Адам и Ева. Изненађујућа наука универзалног порекла јесте књига С. Џошуе Свамидаса објављена 2019. У овој књизи Свамидас, рачунски биолог и хришћанин, користи открића биологије и генеалогије како би потврдио веровање и у еволуцију и у библијско стварање света.

## Позадина
Свамидас је одрастао у хришћанској породици, са родитељима који су га одгајали као креационисту младе Земље. Међутим, чак и када је сазнао за еволуцију, наставио је да се интересује за своју веру. Године 2019. основао је Peaceful Science (Мирна наука), интернет заједницу на којој редовно пише о помирењу науке са религијском јавношћу. Његов рад у овој области мотивисао га је да напише ову књигу.

## Резиме

### Контроверза креација–еволуција
Свамидас започиње књигу описивањем постојећег сукоба између еволуционе науке и већине тумачења библијског стварања света. Најчешћа тумачења Књиге постања кажу да су Адам и Ева били први људи који су икада постојали, док је остатак човечанства потекао од тог једног, божански створеног пара. Међутим, еволуциони биолози су одавно били сагласни да су људи постојали много више од 10.000 година и да су потекли од мајмуноликих створења уместо да су посебно створени. Свамидас објашњава да су многе религијске заједнице одбациле еволуцију на основу непогрешивости Библије, док су атеисти и теистички еволуционисти одбацили свако веровање у историјског Адама и Еву на основу тога да је такво веровање неспојиво са научним открићима.

### „Генеалошка хипотеза“
Свамидас затим износи оно што назива „генеалошком хипотезом“ (ГХ), која је упадљиво слична „Адамовој изузетности“ у исламу:
Потпуно доследно генетској и археолошкој евиденцији, могуће је да је пре мање од десет хиљада година Адам створен од праха, а Ева од његовог ребра. Напуштањем врта, њихов потомак би се измешао са онима изван ње, биолошки идентичним суседима из оближњег подручја. За неколико хиљада година они би постали генеалошки преци свих.
Следећи ово, он разматра разне тачке како би показао да је његова хипотеза разумна у оквиру научних открића и теологије:
1. Генеалогија је показала да је за један пар, који је живео на Блиском истоку пре мање од 10.000 година, могуће да буде предак готово свих људи на Земљи до 1. године.[6]
2. Дефиниција појма човек у биологији потпуно се разликује од оне у теологији; чак и унутар одговарајуће области постоји извесна расправа о томе како га тачно дефинисати. Научници често расправљају да ли се одређена врста, попут Australopithecus afarensis, треба описивати као човек.[7] Теолози, с друге стране, нису сигурни како да дефинишу Божји лик, који треба да буде кључна одлика људи у Библији. Ова двосмисленост пружа флексибилност при одговору на питање порекла људског рода.[8]
3. Књига постања може да пружи неки доказ да су људи постојали пре тренутка засебног стварања Адама и Еве. Свамидас предлаже да се друго поглавље хронолошки можда догодило пре првог; заменски, он предлаже да је друго поглавље „зумирани“ опис онога што се дешава на одређеном простору на Блиском истоку у току догађаја из првог поглавља. Таква хипотеза би оставила место биолошким људима да еволуирају од мајмуноликих предака изван Еденског врта, док су Адам и Ева засебно створени у врту као први „текстуални људи“.[9]

### Синтеза еволуције и Постања
Дефинисањем „текстуалних људи“ као припадника генеалошког стабла укорењеним у Адаму и Еви, а „људе изван врта“ као људе који су настали кроз еволуцију путем природне селекције, Свамидас тврди да евиденција показује слагање између историјског – мада не буквалистичког – читања Постања и еволуционе историје живота. Наука – сматра Свамидас – прича причу о људском роду почевши од његових еволуционих корена, док Библија прича причу о човековом паду, његовим последицама и искупљењу људског рода.

### „Скептик према сукобу“
Свамидас закључује књигу наводом да је он „скептик према сукобу“ између науке и Постања. Он пише да већина атеиста, теистичких еволуциониста и креациониста деле уверење да наука није у складу са буквалним, историјским Адамом и Евом; сукоб или „прелом“ своди се на то коју „причу“ која група одбацује у корист оне друге. Свамидас се нада да ће његова ГХ помоћи у оспоравању тог уверења и сматра да ће „толеранцију, скромност“ и „стрпљење“ код свих трију група бити неопходне како би се удружиле у решавању ове дуговечне религијске контроверзе.

### „Евиденција и Васкрсење“
Први додатак књизи једини је доступан у штампаном издању; то је репринт Свамидасовог есеја из 2017. Он посвећује додатак дискутовању о свом веровању у васкрсење Исуса, за које каже да је основа његове вере у Бога. Свамидас цитира неколико примера детаља из Исусовог живота за које верује да су предвиђени у Старом завету. Његов приступ тумачен је као охрабрење читаоцима да своју веру заснују пре на чудима везаним за Исусов живот у Новом завету него само на привидном интелигентном дизајну живота у природном свету. Свамидас такође наводи да су научници Блез Паскал, Јохан Кеплер, Роберт Бојл, Грегор Мендел, Ејса Греј, Мајкл Фарадеј, Џејмс Клерк Максвел, Сантијаго Рамон и Кахал и Франсис Колинс „стигли“ до Бога путем Васкрсења.

## Рецепција
Књига је изазвала низ одговора; неки су написани са религијске тачке гледишта, а неки са научне. Пишући за The Gospel Coalition, Ханс Мадуеми каже: „Колико могу да видим, Свамидасовом ревизионизму недостаје убедљива егзекетска или теолошка основа.“ Мадуеми критикује књигу тврдећи да претпоставке о биолошким коренима људи изван врта нису компатибилне са Библијом, али поздравља напор да се наука и религија помире. Професор Нејтан Лентс са Градског универзитета Њујорка износи коментар о потенцијалном утицају Свамидасовог приступа Постању на хришћане: „Ово неће намамити некога попут мене да поверује у причу о стварању изложену у Постању. Али просто може да дозволи онима који верују да буду отворенији према еволуцији и, дај боже, науци уопште.“